# Distance (西野カナの曲)
「Distance」（ディスタンス）は、日本の歌手西野カナの楽曲である。2011年2月9日にSME Recordsから13枚目のシングルとして発売された。

## 概要
前作『君って』から約3ヶ月ぶりのシングル。
初回仕様限定盤には、初回プレス限定仕様スペシャルホログラムジャケットが封入されている。
表題曲「Distance」は、NTTコミュニケーションズ「ミュージコ♪」のCMソングとして使用されている。
カップリング1曲目の「beloved」は、関西テレビ・フジテレビ系『グータンヌーボ』のエンディングテーマ。
カップリング2曲目の「Call Me Up」は、近鉄「伊勢・鳥羽・志摩スーパーパスポート まわりゃんせ」のCMソングになっており、2015年7月10日から2016年12月26日まで近鉄名古屋駅の津・松阪・伊勢志摩方面行き特急（名伊特急）の発車メロディとして採用された。

## 批評
『hotexpress』の武川春奈は、「アートワーク・音・歌詞、あらゆる面で“片想い”を表現した作品」と批評し、「不安になったり、心を弾ませたりと、彼女の声色も表情豊かに変わっていく。特に“君がいいの どうしても どうしても”というフレーズからの熱量はパワーアップしており、なんで届かないの?どうして気付いてくれないの?という抑えきれない感情を見事に表している。」とコメントした。『WHAT's IN?』の柳沢幹夫は、「メロウ&スムースに幕を開け、気持ち（歌詞）の揺れや強弱に合わせ、細かく表情を変えてみせるトラック。気づかれぬままの片想いの切なさを、過去最高にアグレシッブなリズムに乗せた新曲だ。まったりとしたR&B路線もいいが、キラキラとハウシーな本作には、冬の空へと駆け出したくなるような衝動が脈打つ。傑作です。」と批評した。『リッスンジャパン』は、歌詞について「西野節全開」と批評。また、これまで西野の楽曲はバラードやミディアム・テンポが多かったが、本作はアッパー・チューンになっており、かなり活動的なイメージだとコメントした。

## 収録曲
| #         | タイトル       | 作詞                              | 作曲                                                   | 編曲                                      | 時間  |
| --------- | -------------- | --------------------------------- | ------------------------------------------------------ | ----------------------------------------- | ----- |
| 1.        | 「Distance」   | Kana Nishino                      | MATS LIE SKARE FASTLANE(SONISTA)                       | MATS LIE SKARE FASTLANE HIRO DOI(NICHION) | 3:47  |
| 2.        | 「beloved」    | Kana Nishino DJ Mass(VIVID Neon*) | DJ Mass(VIVID Neon*) Takashi Yamaguchi Hiroshi Yoshida | VIVID Neon* Takashi Yamaguchi             | 4:34  |
| 3.        | 「Call Me Up」 | Kana Nishino HIRO(Digz,inc)       | HIRO(Digz,inc)                                         | HIRO(Digz,inc)                            | 3:24  |
| 合計時間: | 合計時間:      | 合計時間:                         | 合計時間:                                              | 合計時間:                                 | 11:45 |

## タイアップ
| 曲名       | タイアップ                                                      |
| ---------- | --------------------------------------------------------------- |
| Distance   | ジェムケリー CMソング                                           |
| Distance   | NTTコミュニケーションズ「ミュージコ♪」CMソング                  |
| beloved    | 関西テレビ・フジテレビ系『グータンヌーボ』エンディングテーマ    |
| Call Me Up | 近鉄「伊勢・鳥羽・志摩スーパーパスポート まわりゃんせ」CMソング |

## 収録アルバム
Distance
- Thank you, Love
- Love Collection 〜mint〜
- ALL TIME BEST 〜Love Collection 15th Anniversary〜

beloved
- Secret Collection 〜RED〜